# Osornophryne angel
Espèce
Osornophryne angel est une espèce d'amphibiens de la famille des Bufonidae.

## Répartition
Cette espèce est endémique de la province de Carchi en Équateur. Elle se rencontre dans les páramo de la réserve écologique El Ángel au volcan Chiles entre 3 252 et 3 797 m d'altitude sur le versant Ouest de la cordillère Occidentale.
Sa présence est incertaine en Colombie.

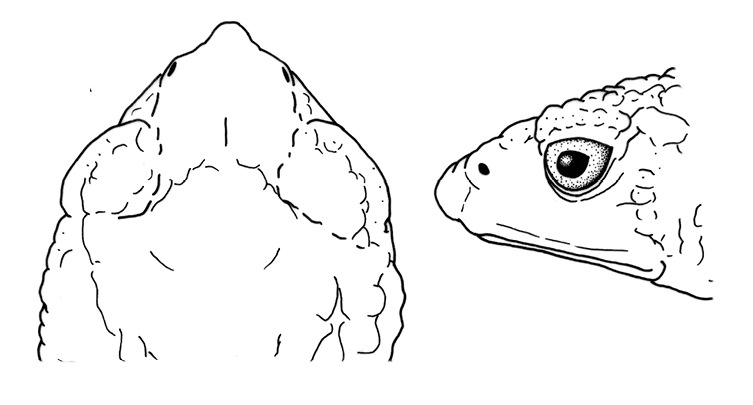
vue dorsale et latérale du mâle

## Étymologie
Cette espèce est nommée en référence au lieu de sa découverte, la réserve écologique El Ángel.

## Publication originale
- Yánez-Muñoz, Altamirano-Benavides, Cisneros-Heredia & Gleusenkamp, 2010 : Nueva especie de Sapo Andino del género Osornophryne (Amphibia: Bufonidae) del norte de Ecuador, con notas sobre la diversidad del género en Colombia. Avances en Ciencias e Ingenierías, vol. 2, p. 46-53.